# Elaphoppia longisensillata
Elaphoppia longisensillata är en kvalsterart som först beskrevs av Aoki 1983.  Elaphoppia longisensillata ingår i släktet Elaphoppia och familjen Oppiidae. Inga underarter finns listade i Catalogue of Life.